# Astiria
Astiria  es un género botánico monotípico de plantas con flores, perteneciente a la familia de las  Malvaceae. Su única especie: Astiria rosea Lindl., es originaria de Mauricio. Fue descrito por John Lindley  y publicado en  Edwards's Botanical Register 30: , t. 49, en el año 1844. (1 Sept 1844)

## Descripción
Es un arbusto, con un hábito similar al género Dombeya, alcanza los 4 a 5 metros de altura. Tiene ramas robustas y cuadrangulares. Las hojas son grandes y redondeadas, profundamente cordadas en la base, trilobuladas, con la punta deltoide , y pubescente por debajo. Tienen un largo peciolo. La inflorescencia se produce en una cima. Los pétalos son obovadas, con garras y retorcidos. Los sépalos son lanceoladas, y se divide casi en la base. 

## Sinonimia
- Dombeya astrapæoides Bojer